# Cyrtandra tagaleurium
Cyrtandra tagaleurium är en tvåhjärtbladig växtart som beskrevs av Friedrich Fritz Wilhelm Ludwig Kraenzlin. Cyrtandra tagaleurium ingår i släktet Cyrtandra och familjen Gesneriaceae. Inga underarter finns listade i Catalogue of Life.